# Кућа у улици Ђуре Салаја 20 у Зајечару
Зграда у улици Ђуре Салаја 20 у Зајечару налази се у Зајечару. Уписана је у листу заштићених споменика културе Републике Србије (ИД бр. СК 592).

## Карактеристике
Налази се у у близини железничке станице као део централног градског језгра у улици Ђуре Салаја 20. у Зајечару. Грађена је као слободни дворишни објекат у склопу парцеле од 1937 до 1938. године по пројекту архитеката Десимира Данчевића и Кларе Соатес. Објекат има сутерен и високо приземље, са главним улазом из дворишног трема са стране. Спољни изглед куће везује се за утицај народне архитектуре, на поменути утицај указује кров нагнут у више праваца који има широку стреху и покривен је индустријском ћерамидом, а и облици димњака са главама. Међутим на елементе српско византијске архитектуре указује распоред низа дводелних прозорских отвора на главној фасади у виду система од четири аркадна поља са полукружним луковима, као и облик фасадног улазног трема са стране. Поменутим елементима доприносе и стубови у аркадном систему између прозорских отвора, стубови трема са византијски обрађеним стилским капителима, па и орнаментика у склопу лучких фризова изнад отвора, дата у виду преплета. Само двориште у чијем је склопу вила, обилује парковском вегетацијом и импресивне је величине, а озидана дворишна ограда садржи у себи детаље у складу са архитектуром објекта. Унутарње просторије су простране и обилују богатом гипсаном декорацијом на зидовима и плафонима. Сачуван је и оригиналан молерај са представама у духу фолклорних мотива народних шара. Поред зидне декорације, до изражаја долази уметнички обрађена, унутрашња столарија (врата, преграде и др) рађена од мајстора Радомира Таловића, тадашњег власника зграде, као и камин у једној од просторија који својим обликом и детаљима садржи у себи извесне елементе сецесије.